# Sahuarita
Sahuarita è una città degli Stati Uniti d'America, situata nello Stato dell'Arizona, nella Contea di Pima.